# Žuti bog (album)
Žuti bog je treći album pulskog glazbenika Maera. Izdan je 2020. godine za knjižnu izdavačku kuću Histria Croatica C.A.S.H. zajedno s istoimenom knjigom priča fotografija i pjesama Žuti bog, koautora Želimira Periša, Zvonimira Perića i Valtera Milovana. 
Album sadrži dvanaest pjesama, od čega dva instrumentala, zatim suradnju s kompozitoricom klasične glazbe Oljom Jelaskom u pjesmi Stari te dvije obrade talijanskih kantautora: bossa nova verziju pjesme Biancaluna (Gianmaria Testa) te valcer Buonanotte Fiorellino (Francesco De Gregori). Među pjesmama je i obrada čakavskog pjesnika Slavka Kalčića Roverska barbarija koja je nazvana Čabrunići buona gente. Sama naslovna pjesma objavljena je u dvije verzije, instrumentalnoj Yellow god te otpjevanoj Žuti bog. 
Nekoliko pjesama s albuma predstavlja drugačija čitanja i daljnje razrade pjesama koje su objavljene na albumu Hereza objavljenog s Liviom Morosinom.

## Popis pjesama
1. Ljetna pjesma II (V. Milovan)
2. U većoj shemi stvari (Atlantik) (V. Milovan / Boro Lukić - V. Milovan)
3. Čabrunići buona gente (Slavko Kalčić - V. Milovan)
4. Biancaluna (Gianmaria Testa)
5. Kurbin pir (V. Milovan / Boris Rakamarić - V. Milovan)
6. Yellow god (V. Milovan)
7. Žuti bog (V. Milovan)
8. Kako biti normalan u zemlji di svi svire country (V. Milovan)
9. Stari (Olja Jelaska / V. Milovan - V. Milovan)
10. Buonanotte fiorellino (Francesco De Gregori)
11. U većoj shemi stvari (Pacifik) (V. Milovan / Boro Lukić - V. Milovan)
12. Waiting for Herb (V. Milovan / Boro Lukić - V. Milovan)

## Glazbenici
- producent: Aldo Spada
- gitare: Boro Lukić (2, 3, 4, 6, 7, 11, 12), Goran Benevrkić (5, 8), Domagoj Mišković (9), Aldo Spada (1, 10), Maer (1)
- bass: Dean Vitasović (1, 3, 4, 5, 6, 7, 8, 9), Maer (6, 10)
- bubnjevi: Robert Slama (5, 8, 9), Toni Pernić (3, 4)
- ritam gitara: Dario Dušić (2, 11,12)
- kontrabas: Nenad Mirt (2, 11, 12)
- klavir: Diego Gambar (10)
- klavijature: Aldo Spada (6, 9)
- saksofon: Maer (5, 10)
- klarinet: Branko Škara (12)
- perkusije: Maer (1, 5, 10)
- producent na (8): Boris Rakamarić
- pozadinski vokali: Lorena Perušić (9), Claudio Vlacci (10)
- vokali: Maer (1-5, 7-11)